# Кімболл (Західна Вірджинія)
Кімболл (англ. Kimball) — місто (англ. town) в США, в окрузі Мак-Дауелл штату Західна Вірджинія. Населення — 145 осіб (2020).

## Географія
Кімболл розташований за координатами 37°25′36″ пн. ш. 81°30′28″ зх. д. / 37.42667° пн. ш. 81.50778° зх. д. (37.426743, -81.507859).  За даними Бюро перепису населення США в 2010 році місто мало площу 0,66 км², уся площа — суходіл.

## Демографія
Згідно з переписом 2010 року, у місті мешкали 194 особи в 78 домогосподарствах у складі 52 родин. Густота населення становила 296 осіб/км².  Було 133 помешкання (203/км²).
Расовий склад населення:
| - 57,2 % — чорних або афроамериканців - 37,6 % — білих |

До двох чи більше рас належало 5,2 %. Частка іспаномовних становила 0,0 % від усіх жителів.
За віковим діапазоном населення розподілялося таким чином: 23,7 % — особи молодші 18 років, 57,7 % — особи у віці 18—64 років, 18,6 % — особи у віці 65 років та старші. Медіана віку мешканця становила 43,0 року. На 100 осіб жіночої статі у місті припадало 83,0 чоловіків;  на 100 жінок у віці від 18 років та старших — 76,2 чоловіків також старших 18 років.
Середній дохід на одне домашнє господарство  становив 49 316 доларів США (медіана — 38 250), а середній дохід на одну сім'ю — 60 858 доларів (медіана — 49 375). За межею бідності перебувало 22,9 % осіб, у тому числі 27,3 % дітей у віці до 18 років та 0,0 % осіб у віці 65 років та старших.
Цивільне працевлаштоване населення становило 46 осіб. Основні галузі зайнятості: освіта, охорона здоров'я та соціальна допомога — 26,1 %, інформація — 23,9 %, роздрібна торгівля — 19,6 %, публічна адміністрація — 17,4 %.